# Kota Administrasi Jakarta Barat
Kota Administrasi Jakarta Barat (indonesiska: Kotamadya Jakarta Barat) är ett kabupaten i Indonesien.   Det ligger i provinsen Jakarta, i den västra delen av landet. Huvudstaden Jakarta ligger i Kota Administrasi Jakarta Barat. Antalet invånare är 2 365 502. Arean är 130 kvadratkilometer.
Terrängen i Kota Administrasi Jakarta Barat är mycket platt.